# Коломер, Эдмон
Эдмон Коломер (исп. Edmon Colomer; род. 1951, Барселона) — испанский дирижёр.
В 1983 г. по поручению Министерства культуры Испании основал и возглавил Национальный молодёжный оркестр Испании, которым руководил до 1995 года. В 1998—2002 гг. руководил во Франции Оркестром Пикардии, в 2002—2005 гг. главный дирижёр Симфонического оркестра Балеарских островов. С 2007 г. возглавляет Тэджонский симфонический оркестр (Южная Корея), одновременно в 2009-2013 гг. руководил Филармоническим оркестром Малаги.
В дискографии Коломера наиболее видное место занимают испанские композиторы — Мануэль де Фалья, Альберто Хинастера, Роберто Герхард, Хоакин Родриго и др. Среди других его записей — Концерт для скрипки с оркестром Курта Вайля (с Оркестром Пикардии, солист Режис Паскье). На счету Коломера несколько оперных постановок и два важных балетных спектакля: «Пикассо и танец» (1992) — предпринятая Парижской оперой реконструкция трёх разновременных постановок, в которых Пабло Пикассо участвовал как художник, — и «Щелкунчик» Чайковского, поставленный в 1995 году Морисом Бежаром (впоследствии вышел на DVD).